# Dudley (Midlands de l'Ouest)
Pour les articles homonymes, voir Dudley.
Dudley () est une grande ville sur la ligne de partage des eaux entre la Severn (qui se jette dans l'Atlantique) et la Trent (qui se jette dans la mer du Nord). Elle est située dans le comté du Midlands de l'Ouest, en Angleterre. Selon le recensement 2001 la partie urbaine de la ville comporte 194 919 habitants. Depuis 1974, Dudley est le centre administratif du district métropolitain de Dudley. La ville se situe par sa population au 24ème rang au Royaume-Uni, et par sa superficie la seconde ville du Royaume-Uni, derrière Reading, ainsi que le plus grand territoire du Royaume-Uni ne disposant pas de sa propre université.
Dudley, qui fait partie de la Conurbation du Midlands de l'Ouest, est située 10 km au sud de Wolverhampton et 13 km nord-ouest de Birmingham. Il s'agit de la plus grande ville du Black Country. Pendant plusieurs années, la ville elle-même (mais pas le château), constituait une exclave du Worcestershire au sein du Staffordshire ce qui explique qu'en terme ecclésiastique, elle soit rattachée au  Diocèse de Worcester.

## Histoire
Dudley a une histoire remontant au Moyen Âge. Le château de Dudley est construit sur une colline au-dessus de la ville depuis le XIe siècle. On y fait référence dans le Domesday Book. Le château actuel date du XIIIe siècle et a servi de centre à la ville grandissante. Les ruines du prieuré St. James datent quant à elles du XIIe siècle. 

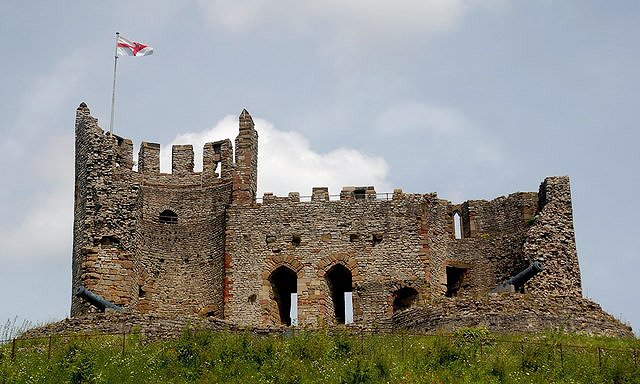
Le château de Dudley

La ville s'industrialisa rapidement au XVIIIe et au XIXe siècle et sa population augmenta drastiquement. À cause de son industrie très lourde et excessivement polluante, la ville devint une partie centrale du Black Country. Les industries principales de Dudley inclurent des mines de charbon et de calcaire. Les autres industries étaient principalement celles du fer, de l'acier, du génie, de la métallurgie, de la coupe de verre, des textile et du travail du cuir. La plupart de ces industries déclinèrent dans les récentes décennies.
Ayant une importance historique, le premier moteur à vapeur Newcomen fut installé à l'industrie de charbon Conygree, 1,6 kilomètre à l'ouest du château de Dudley en 1712.
Pendant ce temps, les conditions de vie étaient extrêmement dures, Dudley étant surnommé « l'endroit le plus malsain du pays », qui a conduit à l'installation d'approvisionnement en eau potable et d'égouts, et plus tard un large développement du logement social au cours du début du XXe siècle pour reloger les occupants de logements insalubres localement.
Durant la Seconde Guerre mondiale, Dudley a été bombardée à plusieurs reprises, avec un certain nombre de morts, mais qui fut moins important que son voisin près de Birmingham.
Le centre-ville s'est considérablement développé au début du XXe siècle, avec la construction de nombreux lieux de divertissement, y compris un théâtre et des cinémas, et aussi deux centres commerciaux intérieurs. Ces dernières années, cependant, le déclin de l'industrie dans la région a donné lieu à un chômage élevé, ce qui est la conséquence de la fermeture de nombreuses entreprises de la ville. Le développement du centre commercial à proximité, appelé Merry Hill, entre 1985 et 1990 a également entrainé la fermeture de la plupart des magasins du centre-ville, qui se sont délocalisés pour profiter des incitations fiscales offertes par le statut de Merry Hill en tant que enterprise zone.
Ces dernières années, la ville a diminué encore plus loin, avec la crise financière mondiale résultant en plus unités de vente au détail dans le centre-ville devient vacant. Le Woolworths magasin sur la place du marché fermé en décembre 2008, lorsque la société a fait faillite, et Beatties a fermé son magasin - le dernier grand magasin dans la ville - en janvier 2010, après plus de 40 ans en raison de la chute du commerce.
Le village de banlieue la Basse-Gornal était l'épicentre du tremblement de terre de Dudley de 2002, le plus grand tremblement de terre à avoir frappé le Royaume-Uni en près de 10 ans.

## Lieux d'intérêts

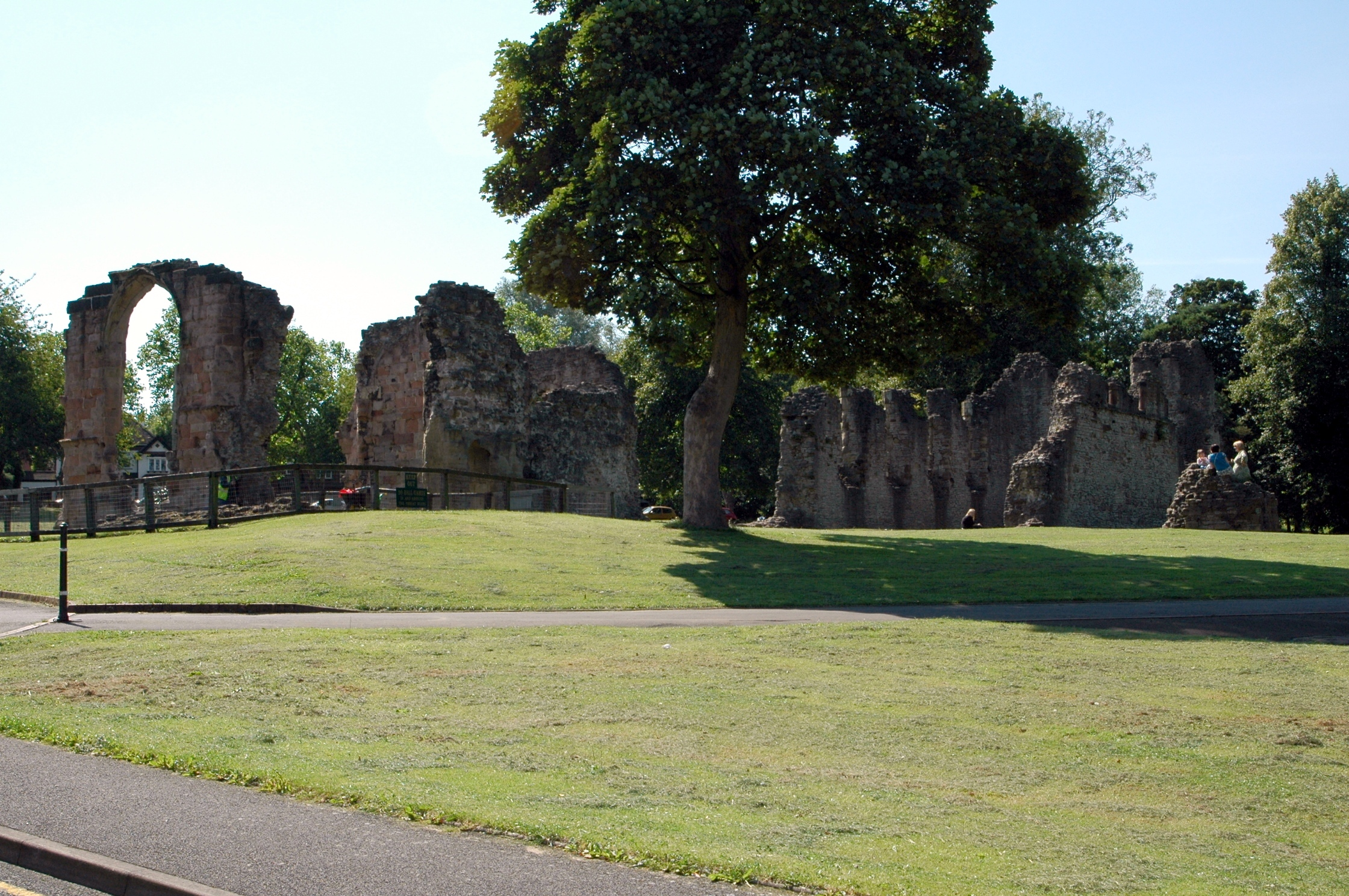
Les ruines du prieuré de Dudley

La ville abrite le zoo de Dudley et le Black Country Living Museum. Les visiteurs du musée peuvent faire un tour de péniche dans le canal adjacent, à travers le tunnel de Dudley. Les ruines du château de Dudley se situent à l'intérieur du zoo. Il y a une vaste crête boisée s'étendant au nord du château. Dudley Zoo doit être rénové en vertu des propositions du partenariat du zoo avec le conseil de Dudley, St Modwen et Advantage West Midlands, qui verra un ancien site Freightliner réaménagé avec un dôme tropical, une forêt asiatique, deux installations aquatiques et des volières. Le nouvel aménagement devrait coûter 38.7 millions d'euros.
Dudley abrite un ancien cinéma Odéon et une salle de musique ancienne, l'Hippodrome Dudley, les deux de la période Art déco des années 1930. L'Hippodrome Dudley a été construit à côté de la désormais démolie Opera House (construite en 1900 et incendiée en 1936) et est maintenant une salle de bingo. Il y a un cinéma Showcase dans le parc de détail entre le zoo et le musée.

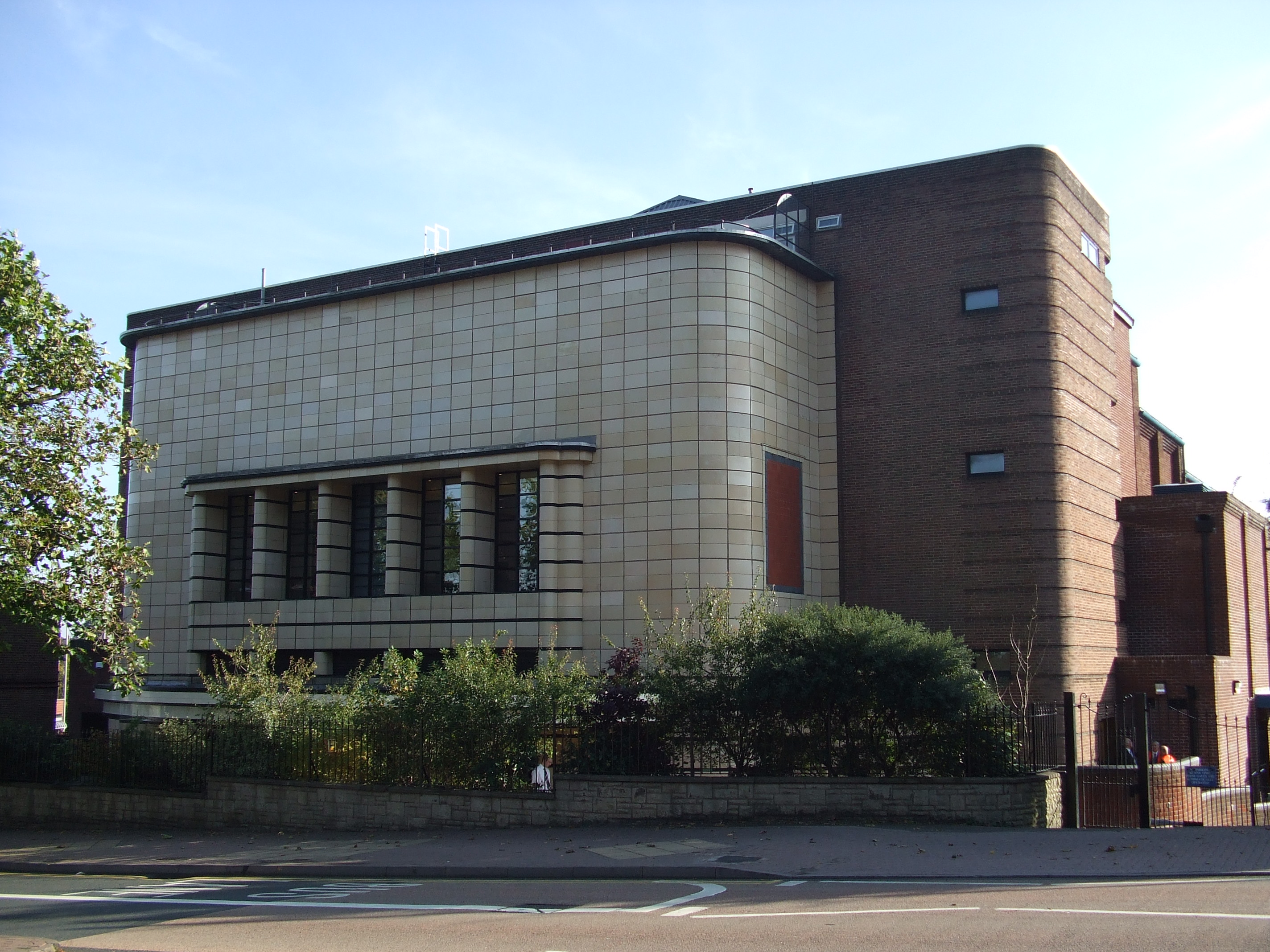
Le cinéma Art Déco de Dudley, maintenant une « salle du royaume » des Témoins de Jéhovah

Le cinéma Odeon est devenu une « salle du royaume » des Témoins de Jéhovah en 1976.
Le cinéma Plaza a été construit sur la colline du château en 1938 à côté de l'hippodrome et est demeuré ouvert jusqu'au mois d'octobre 1990. Le cinéma a ensuite été utilisé comme emplacement de jeu laser, jusqu'à sa démolition en 1997. Le site reste encore inoccupé.
Depuis les années 1970, il y a une boîte de nuit sur la colline du château.
Il y a de multiples canaux dans et près de Dudley, le principal étant le canal Dudley (la plupart duquel passe au-dessous de Dudley dans un tunnel). Ce sont des endroits très prisés des promeneurs, des cyclistes, des pêcheurs et des utilisateurs de péniches. Beaucoup de chemins de halage en bord de canal ont été aménagés pour le vélo. Certaines sections du réseau font même partie du réseau national de pistes cyclables.
La réserve naturelle Wren's Nest est un site d'intérêt scientifique particulier et est considéré comme une des sites géologiques les plus remarquables des Îles Britanniques. Le site abrite le trilobite Calymene blumenbachi, surnommé l'insecte de Dudley par les carriers du XVIIIe siècle. Le musée et  de Dudley contient plusieurs fossiles de récifs coralliens datant du Silurien et plusieurs expositions en rapport avec l'histoire de la ville.

## Politique

### Gouvernement national
Dudley est actuellement couvert par deux circonscriptions parlementaires, Dudley North et Dudley South. Les députés actuels élus de ces sièges à la Chambre des communes sont Ian Austin dès le Parti travailliste, et Chris Kelly dès le Parti conservateur, respectivement,.
Néanmoins, celle-ci, au fil des années a été représentée à la Chambre des communes du Parlement du Royaume-Uni par le biais de plusieurs circonscriptions parlementaires:
|              | 1832–1974     | 1974–1997     | 1997–present     |
| ------------ | ------------- | ------------- | ---------------- |
| Dudley       | 1832–Fev 1974 |               |                  |
| Dudley East  |               | Fev 1974–1997 |                  |
| Dudley West  |               | Fev 1974–1997 |                  |
| Dudley North |               |               | 1997–aujourd’hui |
| Dudley South |               |               | 1997–aujourd’hui |

### Autres gouvernements

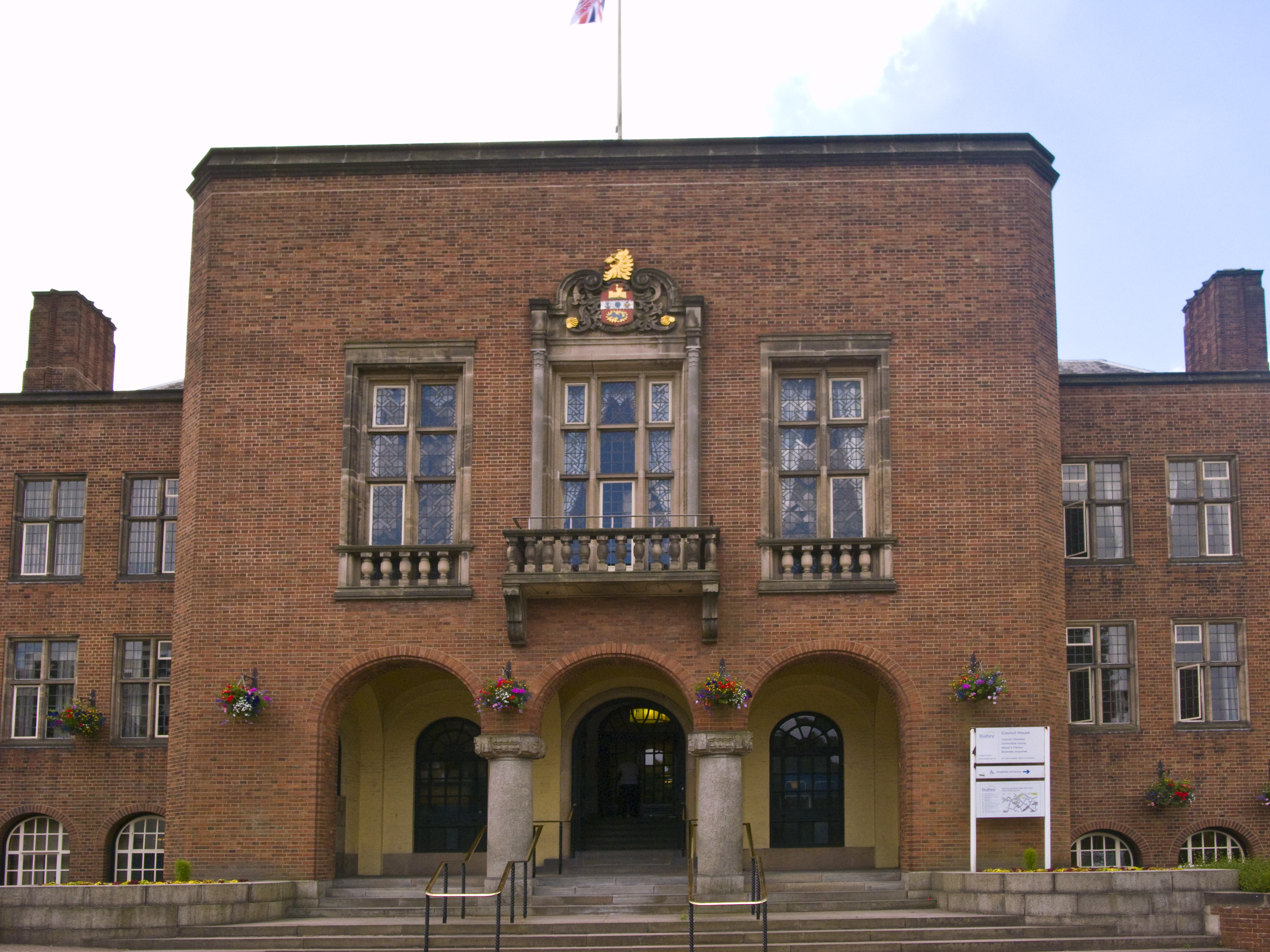
Maison du conseil de Dudley, siège du Conseil de District métropolitain de Dudley

Dudley est le centre administratif du District métropolitain de Dudley, régi par le Conseil de District métropolitain de Dudley.
Vers la fin du XIIIe siècle, Dudley était devenu un bourg seigneurial. Avant 1791, Dudley était gouverné par la Court Leet des Seigneurs de Dudley. Entre 1791 et 1852, les commissaires de la ville étaient la principale source d'autorité locale. Les commissaires de la ville furent éliminés par le conseil de santé en 1853. Dudley est devenu un arrondissement municipal en 1865. En 1889, il est devenu un arrondissement de comté.
La maison du conseil de Dudley a été inaugurée en 1935 par le roi de l'époque, George V. La construction a été financée par l'ancien comte de Dudley, William Humble Eric Ward, qui stipula que lorsque le maire était assis à la tête de la chambre de conseil, il devait avoir une vue directe du château de Dudley une fois que toutes les portes étaient ouvertes.
En 1966, l'arrondissement de comté a été élargi pour inclure la majorité des conseils de district urbain de Brierley Hill et de Sedgley, environ la moitié des Coseley avec de petites zones de Amblecote et Rowley Regis, ainsi qu'un fragment de la Seisdon rurale. Comme la majorité de ces zones font partie du comté de Staffordshire, Dudley fut transféré du Worcestershire au comté de Staffordshire. La partie de Tividale qui existait au sein de Dudley fut alors transféré dans Warley County Borough. Ces changements signifièrent que la population du Dudley County Borough au moment du recensement de 1971 passa à 185 592 habitants, une augmentation de près de 300% par rapport au chiffre de 1961.
Les limites de l'arrondissement de Dudley se sont étendues en 1974 pour devenir un district métropolitain, ayant pris du terrain dans les arrondissements de Halesowen et de Stourbridge (anciennement dans le Worcestershire). Cela signifie une nouvelle augmentation de la population, qui au moment du 
recensement de 1981 était de 298 511 habitants, une augmentation de 5 fois la population d'il y avait 20 ans.
Depuis 1974, Dudley fait partie des Midlands de l'Ouest.

## Sport
- Duncan Edwards, le jeune footballeur prodige des « Busby Babes » de Manchester United, est né le 1er octobre 1936 à Dudley (et mort à 21 ans le 21 février 1958 dans le crash aérien de Munich de 1958).

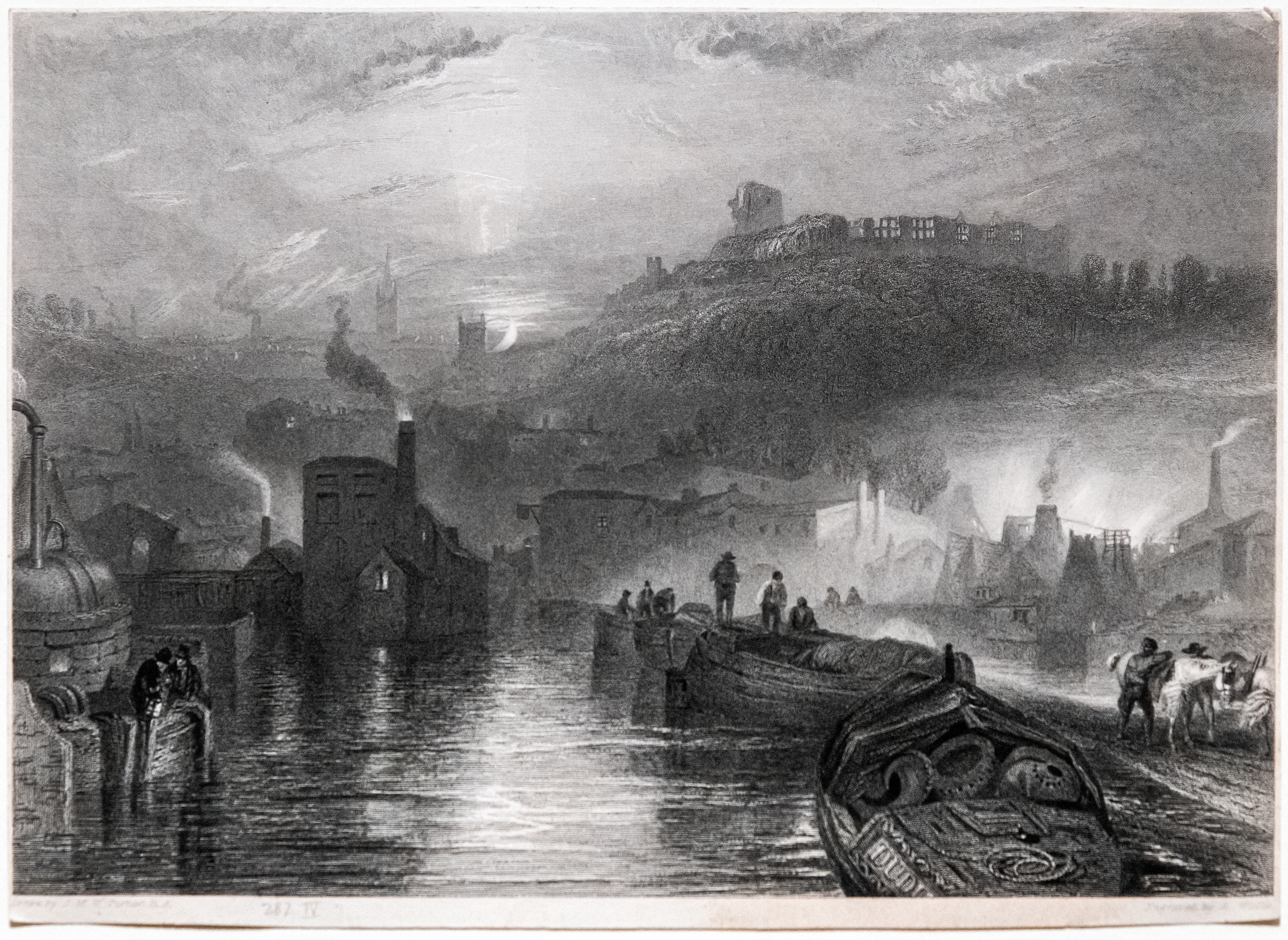
Dudley,Worcestershire Tate Britain

## Dudley  dans l'Art
- William Turner a fait un tableau Dudley,Worcestershire popularisé par une gravure de Robert Wallis, tous deux dans la collection de Tate Britain.